# The Time (Album)
The Time ist das Debütalbum der gleichnamigen Gruppe The Time.

## Hintergründe und Aufnahmen
Im April 1981 gründete Prince die Band The Time aus Teilen der Besetzung von Flyte Time, einer Funk-Band aus Minneapolis. Dank seiner vorangegangenen, kommerziellen Solo-Erfolge konnte er eine vertragliche Vereinbarung mit seiner Plattenfirma Warner Music Group aushandeln, die es ihm erlaubte, diverse Nebenprojekte (teilweise unter anderen Namen) zu veröffentlichen. The Time ist das erste und bislang bekannteste Nebenprojekt von Prince.
Prince ist als Songwriter und Produzent alleinverantwortlich für das musikalische und textliche Geschehen auf dem Album The Time. Überwiegend besteht das Album aus Material, das Prince in seinem Haus in Lake Riley in Chanhassen, Minneapolis aufnahm. Auch wenn in den Credits der Platte die Bandbesetzung angegeben und Prince in keinem Wort erwähnt wird, gilt als sichergestellt, dass Prince dieses Album alleine produzierte.
Charakteristisch für dieses Album ist eine auffallend häufige Verwendung von analogen Synthesizern und Drum Maschinen. Diese Spielart des Funk wurde später als Minneapolis Sound bezeichnet.
Eine Besonderheit ist, dass bei Veröffentlichung Prince nicht in den Linernotes vermerkt wurde. Die meisten Gesangsparts wurden von Morris Day übernommen, der unter Anweisung von Prince zu agieren hatte.
Das Album belegte Platz 50 in den Billboard Charts und erreichte Goldstatus für 500.000 verkaufte Tonträger.

## Titelliste

### Seite A
1. Get It Up – 9:07
2. Girl – 5:36
3. After Hi School – 4:22

### Seite B
1. Cool – 10:06
2. Oh, Baby – 4:58
3. The Stick – 8:22

## Singleauskopplungen
| Jahr | Titel     | Höchstplatzierung, Gesamtwochen, AuszeichnungChartplatzierungen (Jahr, Titel, , Platzierungen, Wochen, Auszeichnungen, Anmerkungen) | Höchstplatzierung, Gesamtwochen, AuszeichnungChartplatzierungen (Jahr, Titel, , Platzierungen, Wochen, Auszeichnungen, Anmerkungen) | Höchstplatzierung, Gesamtwochen, AuszeichnungChartplatzierungen (Jahr, Titel, , Platzierungen, Wochen, Auszeichnungen, Anmerkungen) | Höchstplatzierung, Gesamtwochen, AuszeichnungChartplatzierungen (Jahr, Titel, , Platzierungen, Wochen, Auszeichnungen, Anmerkungen) | Höchstplatzierung, Gesamtwochen, AuszeichnungChartplatzierungen (Jahr, Titel, , Platzierungen, Wochen, Auszeichnungen, Anmerkungen) | Anmerkungen                         |
| Jahr | Titel     | DE | AT | CH | UK | US | Anmerkungen                         |
| ---- | --------- | --- | --- | --- | --- | --- | ----------------------------------- |
| 1981 | Get It Up | — | — | — | — | — | Erstveröffentlichung: 26. Juni 1981 |
| 1981 | Cool      | — | — | — | — | US90 (7 Wo.)US | Erstveröffentlichung: November 1981 |
| 1981 | Girl      | — | — | — | — | — | Erstveröffentlichung: Winter 1981   |

## Kommerzieller Erfolg

### Chartplatzierungen
| ChartsChartplatzierungen       | Höchstplatzierung | Wochen |
| ------------------------------ | ----------------- | ------ |
| Vereinigte Staaten (Billboard) | 50 (32 Wo.)       | 32     |

### Auszeichnungen für Musikverkäufe
| Land/Region               | Auszeichnungen für Musikverkäufe (Land/Region, Auszeichnung, Verkäufe) | Verkäufe |
| ------------------------- | ---------------------------------------------------------------------- | -------- |
| Vereinigte Staaten (RIAA) | Gold                                                                   | 500.000  |
| Insgesamt                 | 1× Gold ·                                                              | 500.000  |

## Trivia
- Prince sagte über The Time, es sei die einzige Band, vor der er Angst habe.
- Der Song Cool wurde von Snoop Dogg im Jahr 2007 auf seinem Album Ego Trippin’ gecovert